# UAE Royals
UAE Royals là một đội quần vợt có trụ sở tại Dubai, Các Tiểu Vương quốc Ả Rập Thống nhất đang thi đấu tại International Premier Tennis League (IPTL). Đây là một trong bốn đội được nhượng quyền thi đấu tại giải đấu lần đầu tiên được tổ chức IPTL 2014.

## Lịch sử

### Nhượng quyền
Ngày 21 tháng Giêng 2014, IPTL đưa ra thông báo sẽ có một đội ở Trung Đông được nhượng quyền thi đấu tại giải đấu lần thứ nhất. Ngày 2 tháng BA 2014, IPTL tiết lộ rằng đội của Trung Đông đã có trụ sở tại Dubai, Các Tiểu Vương quốc Ả Rập Thống nhất. Đội được thành lập bởi Ace Ventures, một tập đoàn của nhà đầu tư Sachin Gadoya, đồng sáng lập và Giám đốc điều hành của Musafir.com, một hãng du lịch trên Internet, cùng với những người bạn Sawan Ravani, Rahul Saharia, Kaushal Majithia, Chirag Vora và Kunal Bansal.